# لمفوما
اللمفوما أو اللِمفُومة أو اللمفوم أو الورم اللِمفي أو الورم الليمفي (بالإنجليزية: Lymphoma) هو مجموعة أورام خلايا الدم التي تنشأ من الخلايا اللمفاوية الموجودة في الجهاز اللمفاوي، حيث تشكل هذه الخلايا ما يعرف بالشبكة البطانية. وكثيرًا ما يشير هذا الاسم إلى الأنواع السرطانية من هذه الأورام. وتشمل العلامات والأعراض المُصاحبة لهذا المرض، تضخم العقد اللمفاوية، والحمى، والتعرق الغزير خاصة بالليل، بالإضافة إلى فقدان الوزن، والحكة، والشعور بالتعب. وعادة ما تكون الغدد اللمفاوية المتضخمة غير مؤلمة.
هناك العشرات من الأنواع الفرعية من الأورام اللمفاوية، ولكن النوعين الرئيسيين هما لمفومة هودجكين واللمفومة اللاهودجكينية والتي تُعد أكثر خطورة من لمفومة هودجكين. تضم منظمة الصحة العالمية فئتين غيرهما من أنواع سرطان الغدد اللمفاوية: الورم النخاعي المتعدد والأمراض المناعية التكاثرية. ونحو 90٪ من الأورام اللمفاوية من نوع اللمفومة اللاهودجكينية، ويُعتبر سرطان الغدد اللمفاوية وابيضاض الدم جزء من مجموعة أوسع من أورام الأنسجة المكونة للدم والنسيج اللمفاوي.
هُناك عدة عوامل خطرة للمفومة هودجكين، وتشمل: العدوى بفيروس إبشتاين بار وتاريخ مرضي للأسرة من قبل. أما عوامل الخطر للمفومة اللاهودجكينية فتشمل: أمراض المناعة الذاتية، وفيروس نقص المناعة البشرية/الإيدز، والأدوية المثبطة للمناعة، وبعض المبيدات الحشرية، وقد يؤدي تناول كميات كبيرة من اللحوم الحمراء إلى زيادة خطر الإصابة بالمرض.
وعادةً ما يكون التشخيص في حالة تضخم العقد اللمفاوية عن طريق أخذ خزعة من العقدة اللمفاوية المتضخمة، وأيضًا عن طريق اختبارات الدم والبول وفحص نخاع العظم، وقد تكون مفيدة في التشخيص. وغالبًا ما ينتشر سرطان الغدد اللمفاوية إلى الرئتين، وَالكبد، و/أو الدماغ.

وقد يشمل العلاج واحدا أو أكثر من الإجراءات التالية: العلاج الكيميائي، العلاج الإشعاعي، والعلاج الموجه والجراحة، وفي بعض الأورام اللمفاوية اللاهودجكينية، فإن زيادة كمية البروتين التي تنتجها خلايا اللمفوما تتسبب في جعل الدم سميكًا فيتم فصل البلازما لإزالة البروتين، وتعتمد النتائج على نوع السرطان اللمفاوي وقابليته للشفاء. أما بالنسبة لمعدل البقاء على قيد الحياة فيصل إلى خمس سنوات في الولايات المتحدة ولجميع أنواع سرطان الغدد اللمفاوية هو 85٪، في حين أن المعدل للورم اللاهودجكيني هو 69٪. في عام 2012؛ أُصيب باللمفوما 566,000 وتسببت في 305,000 حالة وفاة. تشكّل اللمفوما 3-4٪ من جميع حالات السرطان، مما يجعلها المجموعة السابعة الأكثر شيوعًا. بينما في الأطفال، هي السرطان الثالث الأكثر شيوعاً. وفي كثير من الأحيان؛ تحدث في الدول المتقدمة أكثر من دول العالم النامي.

## أنواع اللمفوما
- لمفوما هودجيكنية نسبتها 15% من مجموع اللمفومات، وأنواعها:

1. هودجكين تصلب عقدي (الأكثر انتشارًا في البالغين).
2. هودجكين مختلط الخلايا (الأكثر انتشارًا عند الأطفال).
3. هودجكين غنية بالخلايا اللمفاوية (أفضل الأنواع).
4. هودجكين فقيرة الخلايا اللمفاوية (الأسوأ والأخطر).

- لمفوما لاهودجكينية نسبتها 85% من مجموع اللمفومات، وتنقسم إلى:

1. لاهودجكنية في الخلايا اللمفية البائية B، نسبتها 85%
2. لاهودجكنية في الخلايا اللمفية التائية T، نسبتها 15%[23]

## أسباب اللمفوما وعوامل الخطورة
- العمر - معظم الأورام اللمفاوية تصيب الأشخاص أكثر من 60 سنة.
- العِرق - في الولايات المتحدة، الأمريكيون من أصل أفريقي والأميركيون الآسيويون يكونون أقل عرضة من الأميركيين البيض، كما أن المرض أكثر شيوعًا في دول العالم المتقدم.
- المواد الكيميائية والإشعاعية - تم ربط بعض المواد الكيميائية المستخدمة في الزراعة مثل المبيدات الحشرية والبنزين، وكذلك التعرض للإشعاع النووي بالإصابة بالمرض، وأيضًا بعض صبغات الشعر خاصةً المُستخدَمة قبل عام 1980.
- نقص المناعة - على سبيل المثال، الإصابة بفيروس نقص المناعة البشرية أو في زرع الأعضاء.
- أمراض المناعة الذاتية، والتي يهاجم فيها الجهاز المناعي خلايا الجسم نفسه.
- العدوى - بعض الالتهابات الفيروسية والبكتيرية تزيد من مخاطر الإصابة. مثل العدوى ببكتيريا هيليكوباكتر، أو فيروس إبشتاين بار (الفيروس الذي يسبب الحمى الغدية) والتهاب الكبد الفيروسي.
- الوراثة - وجود تاريخ عائلي لسرطان الغدد اللمفاوية.[24]

## الأعراض والعلامات

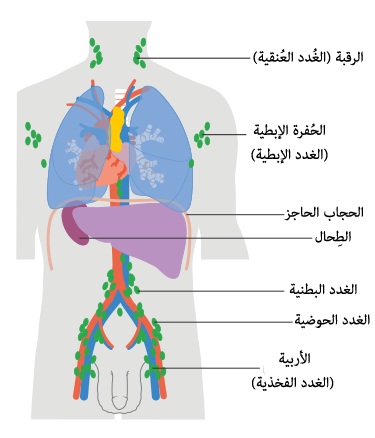
الغدد اللمفاوية الأكثر عرضة للإصابة بالسرطان

قد يظهر سرطان الغدد اللمفاوية مع بعض الأعراض غير المحددة. ومن هذا الأعراض :
subjective:
- تورم الغدد اللمفاوية.[25][26]

1. حمى [25][26]
2. تعرق ليلي[25][26]
3. فقدان الوزن[25][26]

- فقدان الشهية[26]

objective :
- التعب والإعياء[25][26]
- ضيق التنفس[26]
- حكة[25][26]

## التشخيص

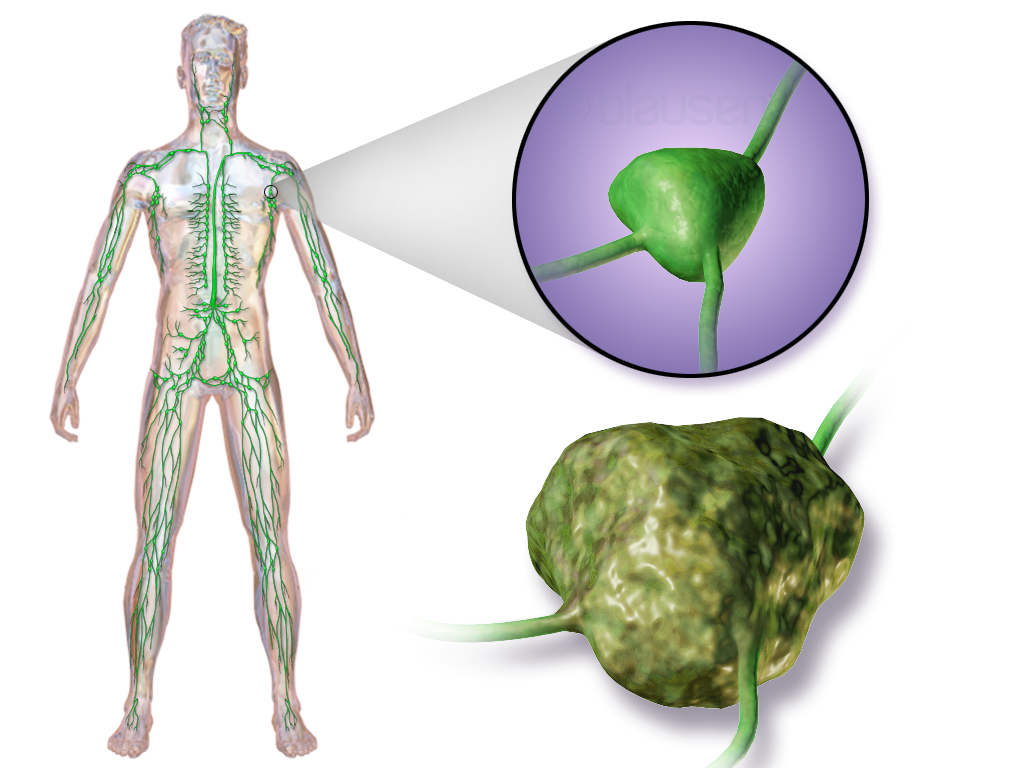
الجهاز اللمفاوي وسرطان الغدد اللمفاوية

يتم التشخيص النهائي لسرطان الغدد اللمفاوية عن طريق أخذ خزعة من العقدة اللمفاوية، وهذا يعني الاستئصال الجزئي أو الكلي للعقدة اللمفاوية التي فُحِصَت تحت المجهر. هذا الفحص يكشف المظاهر التشريحية المرضية التي قد تشير إلى سرطان الغدد اللمفاوية. وبعد تشخيص سرطان الغدد اللمفاوية، يمكن تنفيذ مجموعة مختلفة من الاختبارات لتحديد الأنواع المختلفة من سرطان الغدد اللمفاوية. مثل: الاختبار المناعي وقياس التدفق الخلوي والتهجين الموضعي المتألق.

### التصنيف

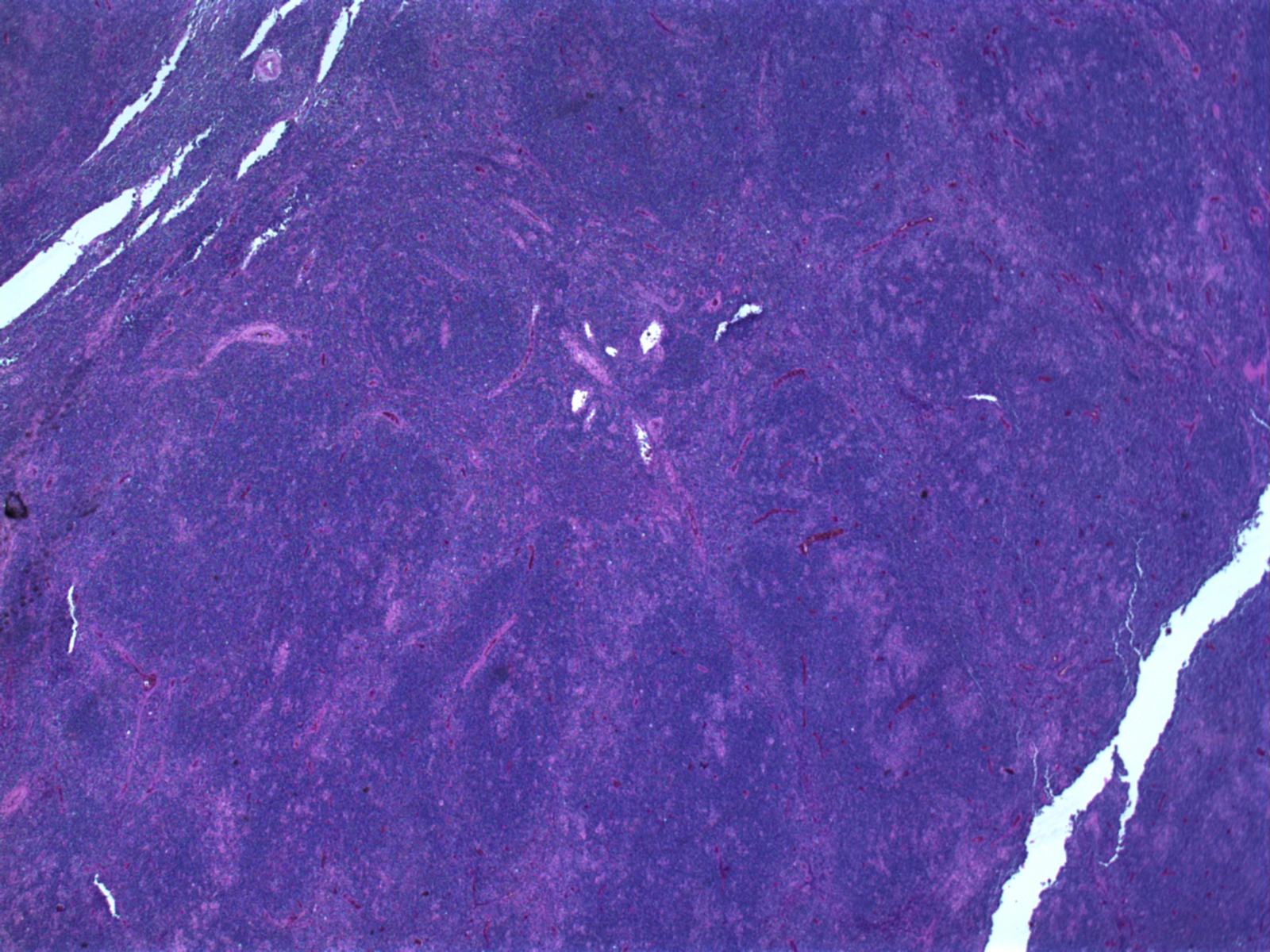
لمفوما هودجكين موضحة باستخدام صبغة الهيماتوكسيلين والإيوسين

اللمفوما بالمعنى الضيق هي الأورام الخبيثة من الخلايا اللمفاوية، وهو نوع من خلايا الدم البيضاء التي تنتمي إلى كل من اللمف والدم. لذا، اللمفوما واللوكيميا هي أورام الخلايا المكوّنة للدم والأنسجة اللمفاوية.
يؤثر التصنيف على العلاج وعلى تقدم المرض، وقد وُجدت عدة أنظمة لتصنيف سرطان الغدد اللمفاوية، والتي تستخدم النتائج التشريحية لتقسيم سرطان الغدد اللمفاوية إلى فئات مختلفة. عادة ما يتم التصنيف وفقًا لما يلي:
- ما إذا كان سرطان الغدد اللمفاوية من النوع هودجكين أم لا.
- نشأ السرطان في الخلايا اللمفاوية من النوع B أو T.
- موقع الخلايا السرطانية بالجسم.

#### لمفوما هودجكين
سرطان الغدد اللمفاوية النوع هودجكين هو واحد من أكثر الأنواع المعروفة لسرطان الغدد اللمفاوية، ويختلف عن غيره من أشكال سرطان الغدد اللمفاوية في تقدم المرض والعديد من الخصائص المرضية. ويتميز هذا النوع بوجود نوع من الخلايا تسمى خلايا ريد-ستيرنبرغ.

#### الأورام اللمفاوية لاهودجكين
الأورام اللمفاوية لاهودجكين، والتي تعرف بأنها كل الأورام اللمفاوية عدا لمفوما هودجكين، وهي أكثر شيوعًا من النوع هودجكين. تضم هذه الفئة مجموعة واسعة من الأورام اللمفاوية، تختلف أسباب وأنواع الخلايا المصابة، وتقدم المرض باختلاف النوع. وتزيد احتمالات الإصابة بسرطان الغدد اللمفاوية لاهودجكين مع التقدم في السن. وتنقسم كذلك إلى عدة أنواع فرعية.

#### تصنيف منظمة الصحة العالمية
يستند تصنيف منظمة الصحة العالمية، والذي نُشر عام 2001 وجرى تحديثه في عام 2008، على الأسس التي وُضعت ضمن «التصنيف الأوروبي الأمريكي لسرطان الغدد اللمفاوية» (REAL). يصنّف هذا النظام اللمفوما حسب نوع الخلايا والمظهر المحدّد، أو الخصائص الوراثية الخلوية.
بعض أنواع سرطان الغدد اللمفاوية بطيئة؛ أي أنها متوافقة مع حياة طويلة حتى بدون علاج، في حين أن هناك أشكال أخرى عدوانية (مثل لمفوما بيركيت)، تتسبب في التدهور السريع والموت. لكن بشكل عام معظم الأورام اللمفاوية حتى العدوانية تستجيب جيدًا للعلاج وقابلة للشفاء. يعتمد تقدم المرض على التشخيص وتصنيف المرض الصحيحين.

#### تصنيفات قديمة

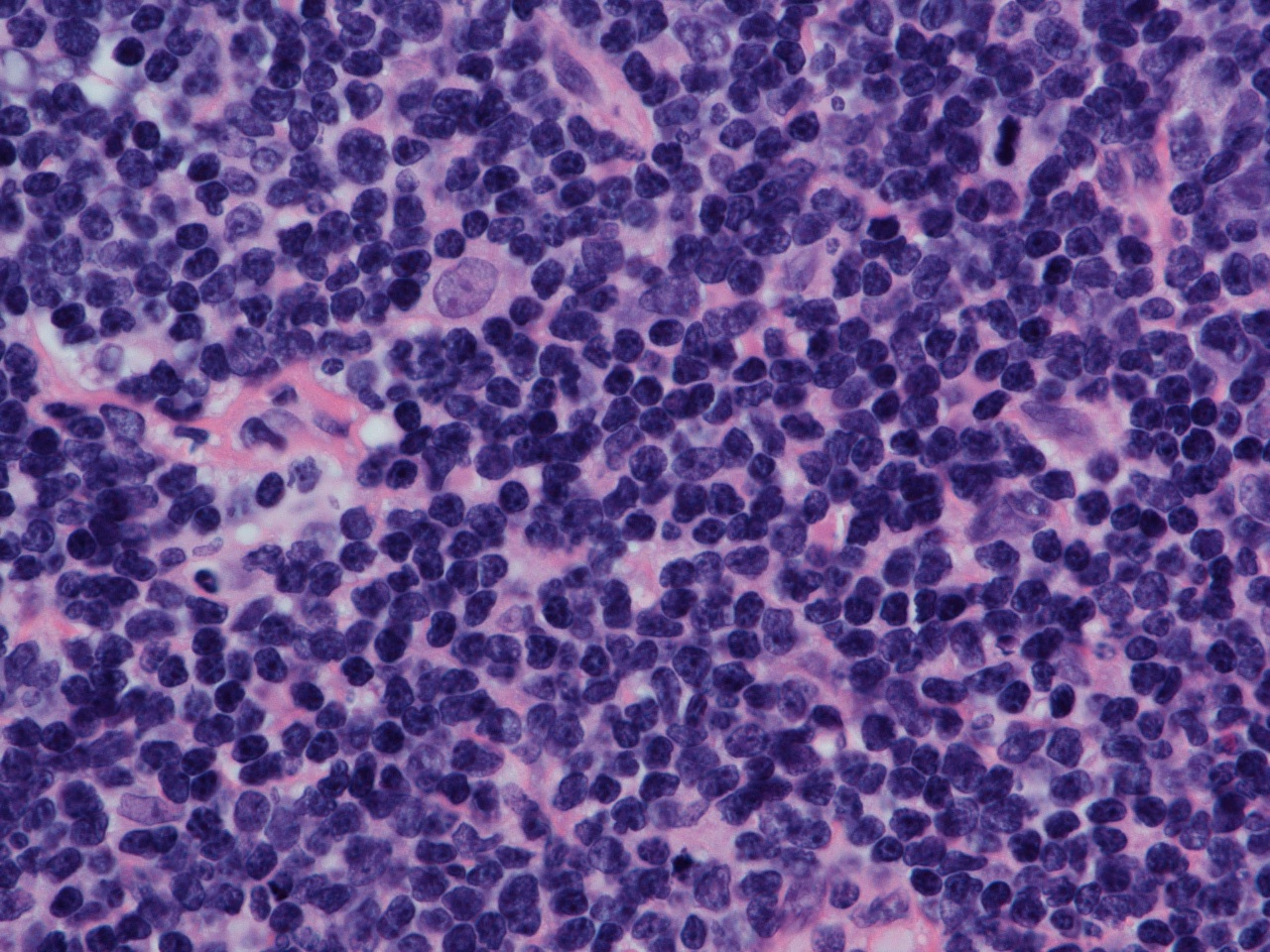
سرطان الغدد اللمفاوية، لاحظ المعالم غير المنتظمة للنواة كما تُظهر الخلايا CD5،CD20 والسيكلين D1 بصبغة الهيماتوكسيلين والإيوسين

اُستخدمت العديد من التصنيفات السابقة، بما في ذلك رابابورت 1956، كييل 1974، وREAL 1994.
وكانت تلك التصنيفات تستبعد لمفوما هودجكين وتقسم الأورام اللمفاوية المتبقية إلى أربع درجات (منخفضة، متوسطة، عالية، والمتنوعة) اعتمادًا على تقدم المرض، مع بعض التقسيمات الفرعية على أساس حجم وشكل الخلايا المصابة. ولكن لم تشمل هذه التصنيفات أي معلومات حول علامات سطح الخلية، أو علم الوراثة، ولم تضع أي تمييز بين الأورام اللمفاوية في الخلايا T والأورام اللمفاوية في الخلايا B. كانت من قبل مقبولة على نطاق واسع، أما الآن فلم تعد تُستخدم. إلا من قِبل بعض وكالات السرطان لجمع الإحصاءات عن سرطان الغدد اللمفاوية والمقارنات التاريخية.

### مراحل المرض
بعد التشخيص وقبل العلاج، يجب معرفة مرحلة المرض والتي تحدد ما إذا كان السرطان لازال في مكانٍ محدد أم انتشر إلى أماكن بعيدة.
يُسْتَخْدَم نظام التصنيف آن أربور بشكل روتيني لتنظيم كل من اللمفوما الهودجكينية واللاهودجكينية. في هذا النظام المتدرج، تمثل المرحلة الأولى أن المرض محدد في واحدة من العقد اللمفاوية، والثانية تمثل وجود سرطان الغدد اللمفاوية في اثنين أو أكثر من الغدد اللمفاوية، والثالثة تمثل انتشار سرطان الغدد اللمفاوية على جانبي الحجاب الحاجز، والرابعة تشير إلى انتشار المرض للأنسجة الأخرى غير العقد اللمفاوية.
تُستخدم الأشعة المقطعية أو التصوير بالمسح الضوئي PET لتحديد مرحلة السرطان.

## العلاج
يختلف العلاج باختلاف أنواع سرطان الغدد اللمفاوية، ويعتمد أيضًا على درجة الورم، إشارةً إلى سرعة تكاثره، وعلى عكس المتوقع؛ اللمفوما الأعلى درجة تُعَالَج بسهولة أكبر ويكون تقدم المرض أفضل: مثل لمفوما بيركيت وهو ورم عالي الدرجة معروف أنه يتضاعف في غضون أيام، رغم ذلك استجابته جيدة للغاية للعلاج. الأورام اللمفاوية تكون قابلة للشفاء إذا اُكْتُشِفَت في مراحل مبكرة مع توافر طرق العلاج الحديثة.

### اللمفوما منخفضة الدرجة

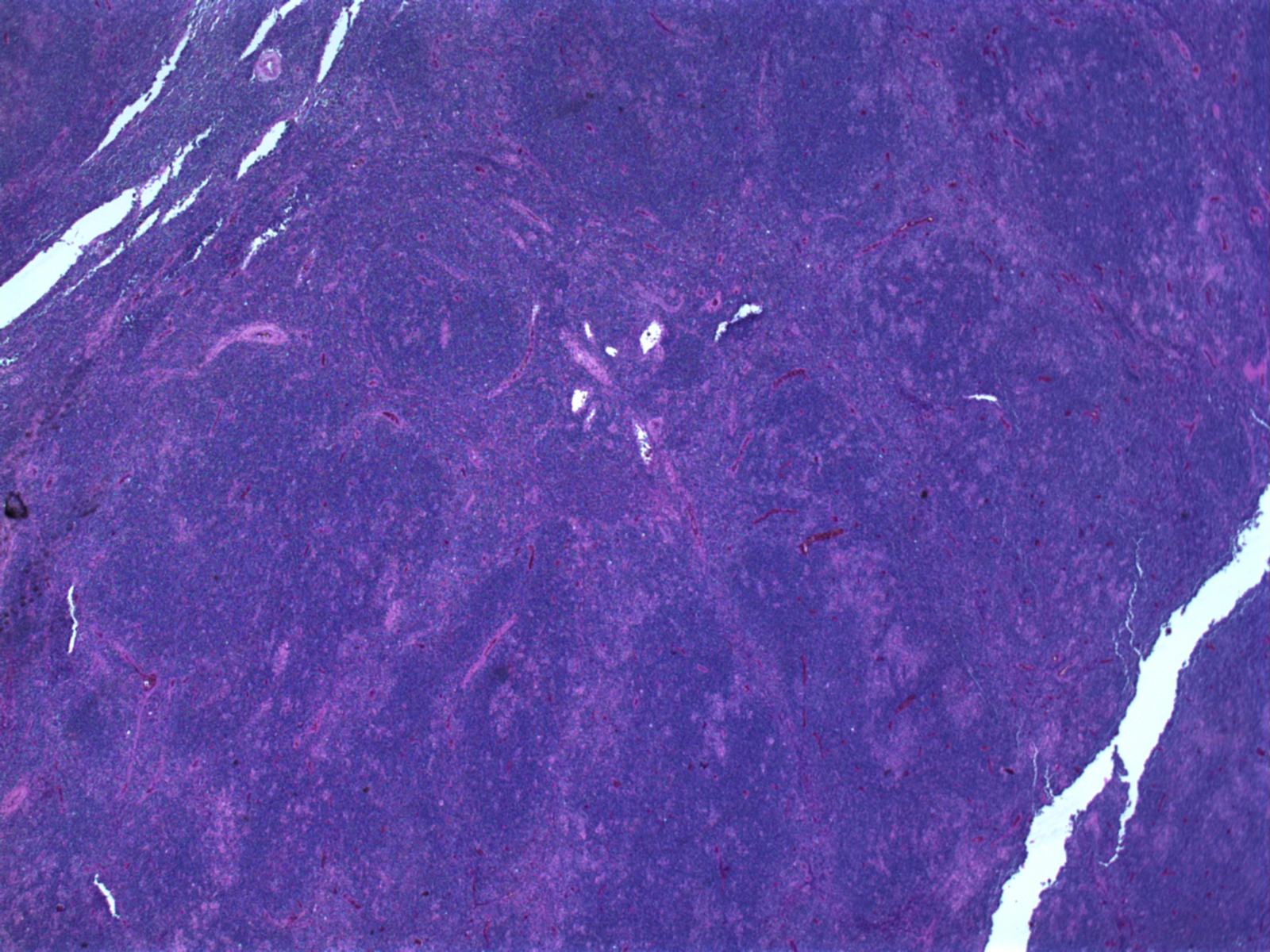
سرطان الغدد اللمفاوية هودجكين، النوع الذي تسود فيه الخلايا اللمفاوية العقدية. لاحظ تكوين العقد اللمفاوية ومناطق التبقيع (صبغة الهيماتوكسيلين والإيوسين)

تظل العديد من الأورام اللمفاوية منخفضة الدرجة بطيئة لسنوات عديدة. وغالبًا ما نتجنب العلاج للمريض الذي لا تظهر عليه أعراض، نكتفي فقط بالانتظار والمتابعة. وذلك لأن الأضرار والمخاطر الناتجة عن العلاج تفوق الفوائد.
أما عند ظهور الأعراض فيكون العلاج الإشعاعي أو العلاج الكيميائي هما الاختيار؛ على الرغم من أنها ليست علاجا نهائيا لسرطان الغدد اللمفاوية، وإنما يمكن أن تخفف الأعراض، لا سيما تضخم العقد اللمفاوية. المرضى الذين يعانون من هذه الأنواع من سرطان الغدد اللمفاوية يمكن أن يعيشوا أعمارًا شبه طبيعية، ولكن بدون شفاء من المرض. هناك دعوات لاستخدام ريتوكسيماب في علاج سرطان الغدد اللمفاوية بدلا من الانتظار والمتابعة تجنبًا للقلق الشديد لدى المرضى.

### اللمفوما عالية الدرجة

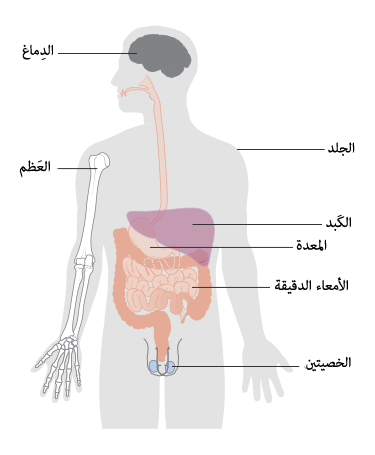
توضيح للأماكن الأكثر عرضة لانتشار سرطان الغدد اللمفاوية: المخ والكبد والعظام.

يمكن أيضًا علاج بعض الأنواع الأخرى الأكثر شراسة في معظم الحالات، ولكن تدهور الحالة للمرضى ضعيفي الاستجابة للعلاج يكون سريعًا وسيئًا جدا، لذا يكون العلاج عادةً علاج كيميائي أقوى، بما في ذلك CHOP أو R-CHOP. تحدث معظم حالات الانتكاس في العامين الأولين، ثم يقل خطر الانتكاس بشكل ملحوظ بعد ذلك. وفي هذه الحالة يكون العلاج الكيميائي بجرعة عالية يليه زرع ذاتي للخلايا الجذعية.

### علاج لمفوما هودجكين

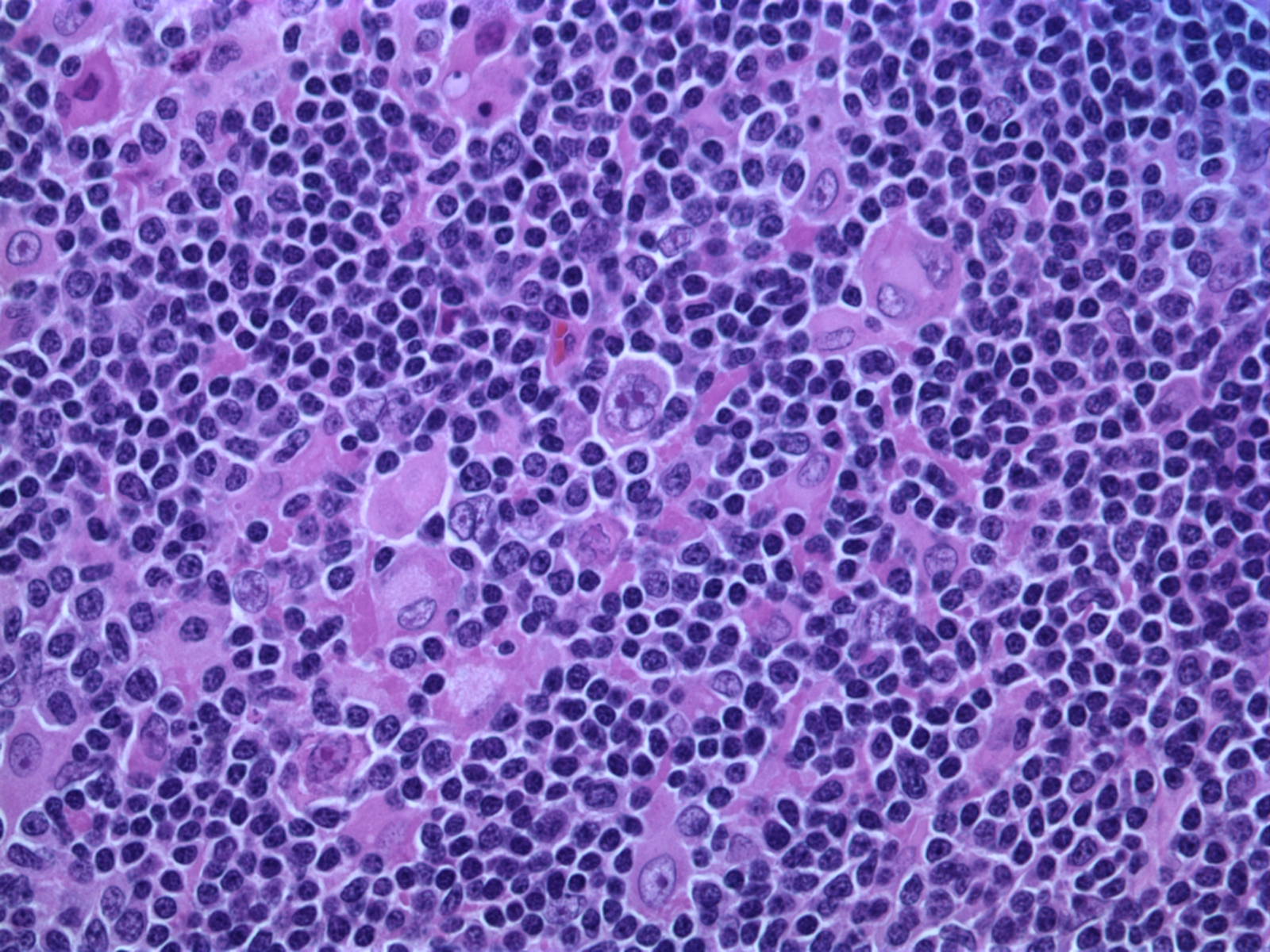
سرطان الغدد اللمفاوية، النوع الذي تسود فيه الخلايا اللمفاوية: لاحظ وجود خلايا L & H، التي تعرف أيضا باسم "خلايا الفشار". (صبغة الهيماتوكسيلين والإيوسين)

عادة ما يتم علاج لمفوما هودجكين بالعلاج الإشعاعي وحده، طالما لم ينتشر السرطان.
بينما مرض هودجكين المتقدم يتطلب نظامًا من العلاج الكيميائي، مترافقًا مع العلاج الإشعاعي في بعض الأحيان. ويشمل العلاج الكيميائي المستخدم: نظام أيه بي في دي (علاج)، والذي يُستخدم عادة في الولايات المتحدة. ومن النظم الأخرى المستخدمة في علاج لمفوما هودجكين BEACOPP وكلاهما نُظُم فعّآلة، ولكن BEACOPP يكون أكثر سُميّة إلى جانب استعمال السنانفورد V. لايزال من الممكن إنقاذ عدد كبير من الناس الذين ينتكسون بعد نظام ABVD عن طريق زرع الخلايا الجذعية.

### الرعاية المسكّنة
الرعاية المسكّنة، هي رعاية طبية متخصصة تركز على الأعراض، والآلام، والقلق الناتج عن الإصابة بمرض خطير، فهي مفيدة لمعالجة كل من الأعراض المباشرة لسرطان الغدد اللمفاوية والعديد من الآثار الجانبية التي تنشأ من العلاج. تكون مفيدة بشكل خاص للأطفال، حيث تساعد كل من الأطفال وعائلاتهم على التعامل مع الأعراض الجسدية والنفسية لهذا المرض. وأيضًا لها أهمية خاصة للمرضى الذين يحتاجون زرع نخاع العظام.

## تقدُّم المرض
| معدل البقاء على قيد الحياة لمدة خمس سنوات وِفقًا للمرحلة التشخيصية |                                               |                            |
| المرحلة التشخيصية                                                | معدل البقاء على قيد الحياة لمدة خمس سنوات (%) | النسبة المئوية للحالات (%) |
| محدد في الموقع الأوّلي للسرطان                                    | 82.3                                          | 26                         |
| انتشر إلى العقد اللمفاوية في المكان                              | 78.3                                          | 19                         |
| انتشر إلى أماكن بعيدة                                            | 62.7                                          | 47                         |
| غير معروف                                                        | 68.6                                          | 8                          |

## علم الأوبئة

الوفيات من الأورام اللمفاوية والورم النخاعي المتعدد (المايلوما المتعددة) لكل 1000,000 شخص في عام 2012.
0-13
14-18
19-22
23-28
29-34
35-42
43-57
58-88
89-121
122-184

اللمفوما هي النوع الأكثر شيوعاً بين الأورام الدموية الخبيثة أو سرطان الدم في العالم المتقدّم.
الورم اللمفي يشكّل 5.3% من جميع أنواع السرطان في الولايات المتحدة و55.6% من جميع أنواع سرطان الدم.
وفقا للمعهد القومي الأمريكي للصحة، تشكل الأورام اللمفاوية 5٪، وسرطان الغدد اللمفاوية هودجكين أقل من 1٪ من جميع حالات السرطان في الولايات المتحدة.
ولأن الجهاز اللمفاوي هو جزء من نظام المناعة في الجسم، فإن المرضى الذين يعانون من ضعف في الجهاز المناعي مثل عدوى فيروس نقص المناعة البشرية أو بعض الأدوية التي تثبط المناعة لذا فعدد حالات سرطان الغدد اللمفاوية في ازدياد.

## التاريخ

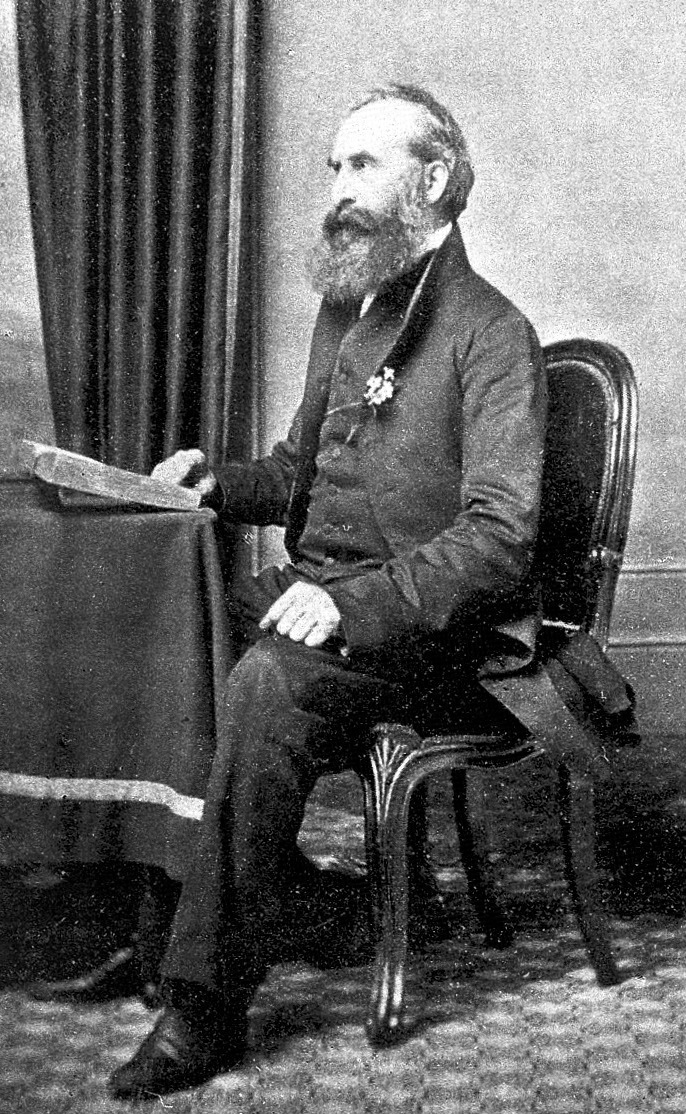
توماس هودجكن

نشر توماس هودجكين أول وصف لسرطان الغدد اللمفاوية في عام 1832، وسُمّي المرض باسمه. ومنذ ذلك الحين، وُصفت العديد من الأشكال الأخرى من سرطان الغدد اللمفاوية.

## الأبحاث
تركز الأبحاث على أفضل السُّبُل والوسائل الفعّالة للعلاج، وتحسين حياة المرضى، أو الرعاية المناسبة بعد العلاج.
وتقوم الدراسات الأساسية حول عملية المرض وكيفية تغيُّر الحمض النووي داخل خلايا سرطان الغدد اللمفاوية كلّما تقدم المرض. أما النتائج من الدراسات البحثية الأساسية فعادةً ما تكون أقل فائدة مباشرة للمرضى الذين يعانون من هذا المرض، ولكن تساعد في تحسين فهم العلماء لسرطان الغدد اللمفاوية، وتشكل الأساس في المستقبل لعلاجات أكثر فعالية.

## وصلات خارجية
- لمفوما على مشروع الدليل المفتوح